# کلید (روزنامه)
کلید روزنامه سراسری و وبگاهی خبری به زبان فارسی در ایران بود که در ۱۳۹۲ بنیان‌گذاری شد. روزنامه کلید در ابتدا با نام «کلیدسیاست» فعالیت می‌کرد که پس از مدتی به «کلید» تغییر نام داد. نخستین شماره روزنامه در اردیبهشت ۱۳۹۴ منتشر شد.
روزنامه کلید پس از انتشار عکسی که دست علی خامنه‌ای را در حال کشیدن خطر فقر نشان می‌داد، لغو امتیاز شد.

## توقیف
این روزنامه در ۱۵ آبان تیتر و عکس اول خود را به موضوعی با عنوان «میلیون‌ها ایرانی زیر خط فقر» اختصاص داد که به علت انتشار تصویر گرافیکی که خط فقر ایران را با تصاویر نامه‌نگاری علی خامنه‌ای نشان می‌داد در تاریخ ۱۷ آبان ۱۴۰۰ لغو مجوز شد.
طرفداران جمهوری اسلامی این تصویر را توهین به خامنه‌ای توصیف کردند. نخستین بار این تصویر در اسفند سال ۹۹ در سایت روزنامه کیهان لندن منتشر شده بود.